# Hamningberg
Hamningberg is een klein vissersdorp in het hoge noorden van Noorwegen in de gemeente Båtsfjord. Het is gelegen aan de Barentszzee op het schiereiland Varanger.
Het is beroemd om de weg van Vardø naar Hamningberg, de Hamningbergvegen. Deze weg is 42 kilometer lang en gaat door een arctisch 'maanlandschap' langs de Barentszzee. De weg is alleen open in de zomer. In de winter, na de eerste sneeuwval wordt de weg gesloten en gaat pas meestal eind mei weer open.
In het dorp zelf is geen permanente bewoning meer. In 1900 woonden er nog 250 mensen. Er zijn diverse vakantiewoningen en in de zomer is er een winkeltje waar souvenirs kunnen worden gekocht, evenals plaatselijke producten. Vanuit Hamningberg kunnen rendieren, zeearenden en walvissen worden geobserveerd. Hamningberg is een van de weinige dorpen in Noord-Noorwegen die de Tweede Wereldoorlog ongeschonden zijn doorgekomen. Het dorp is nog in authentieke staat en geeft een goede indruk van Noorse vissersdorpen van voor de oorlog.

## Foto's

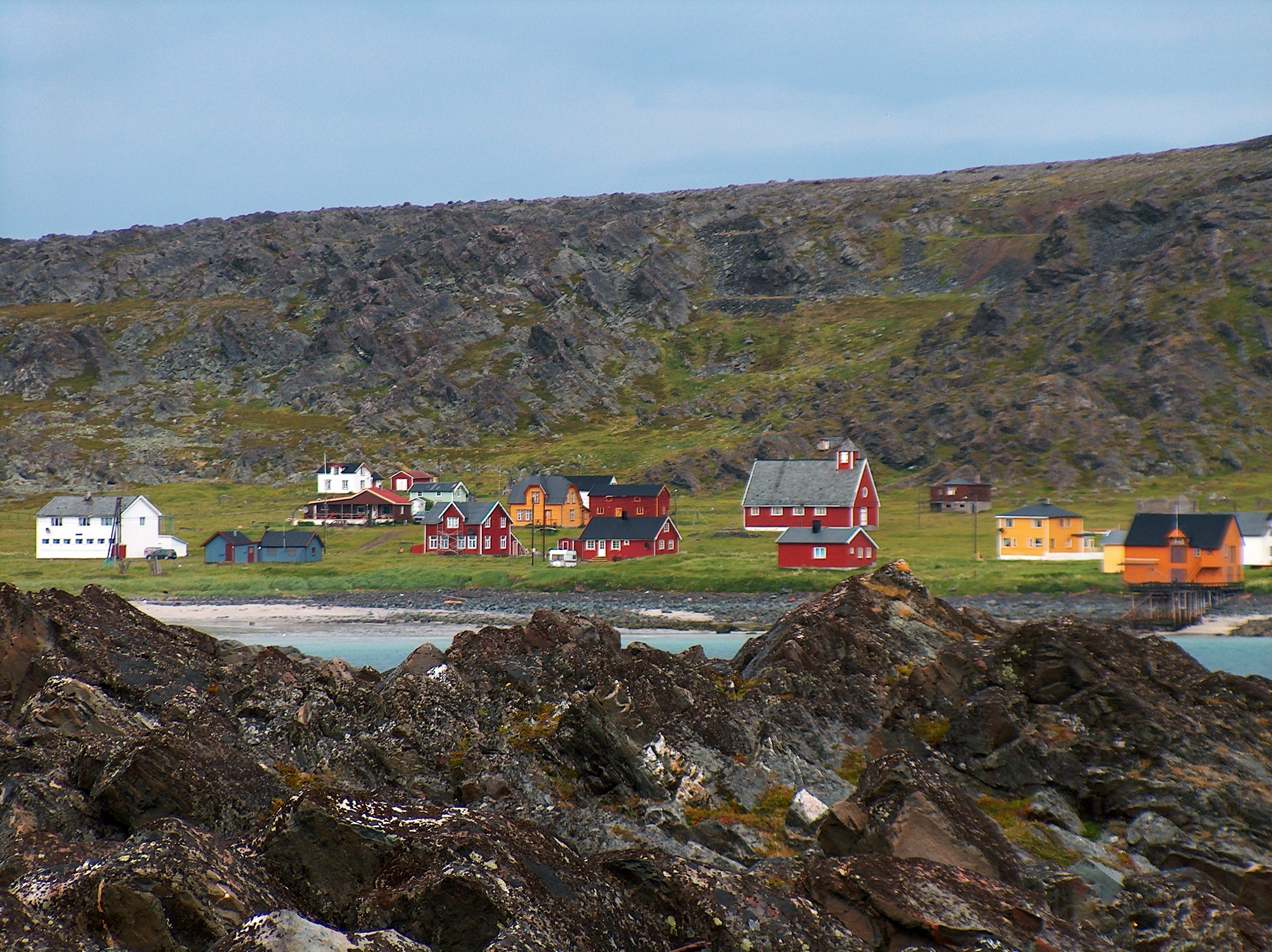
Hamningberg
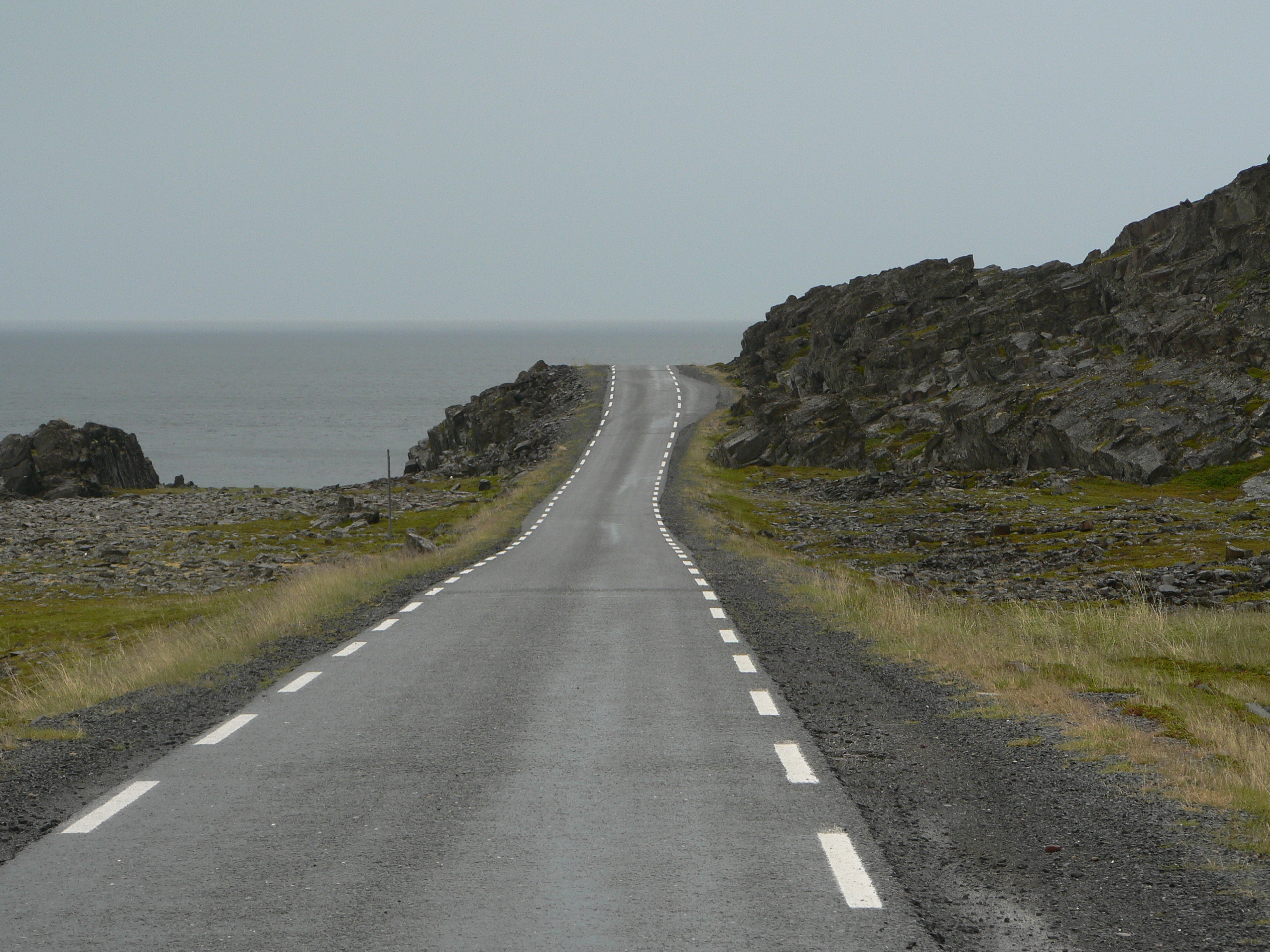
De weg naar Hamningberg
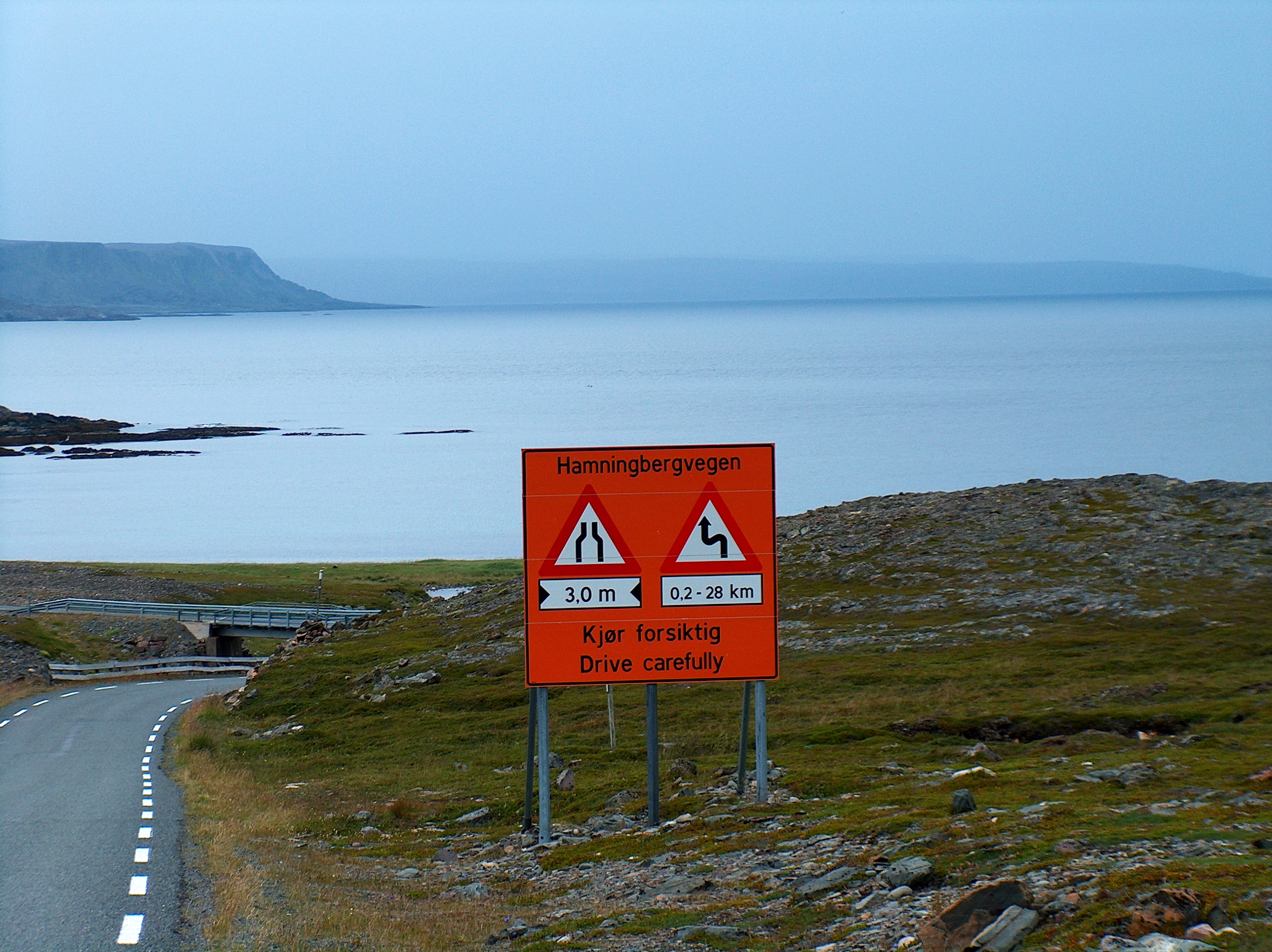
De weg naar Hamningberg
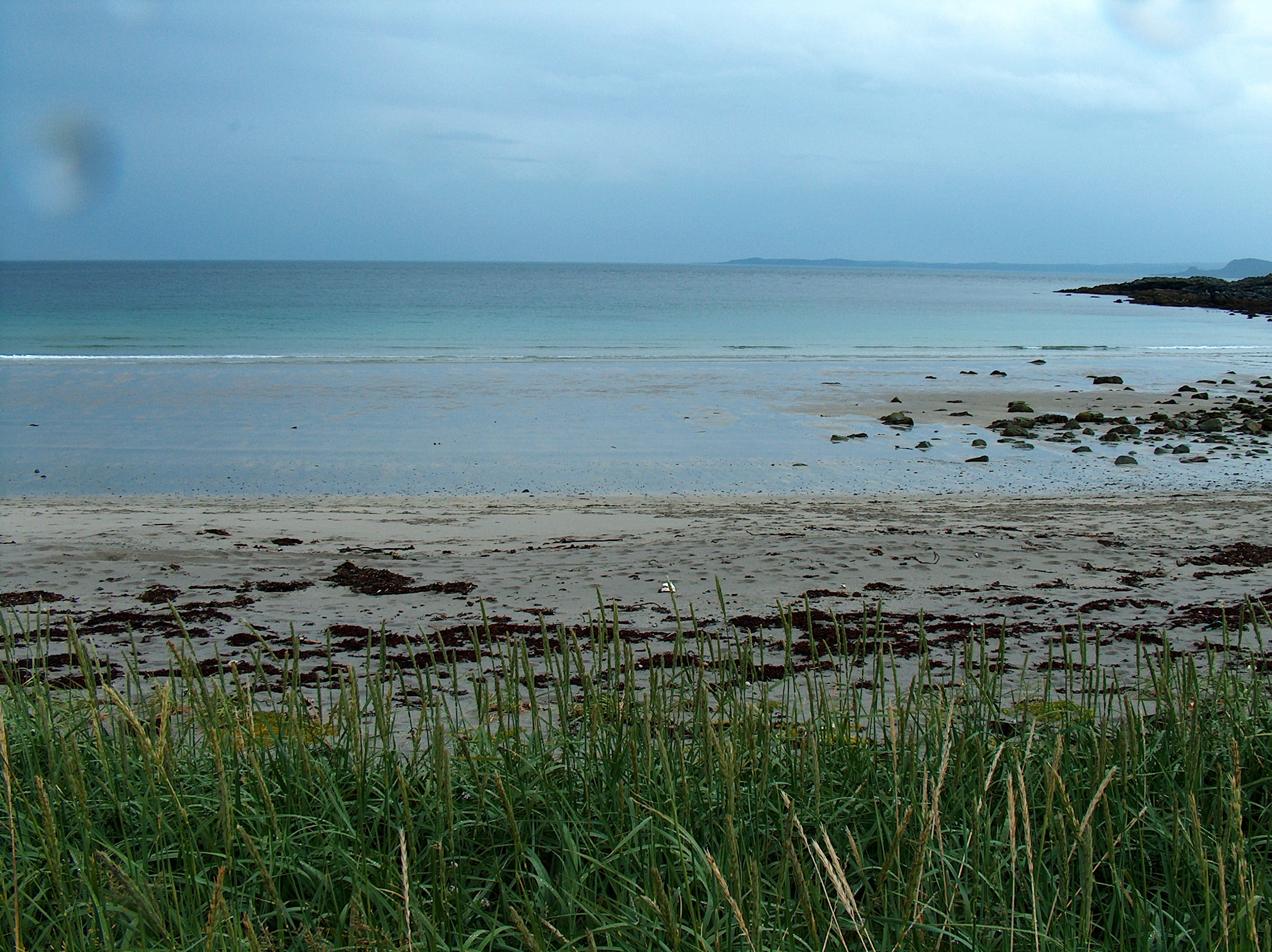
Strand bij Hamningberg